# Schreckenkopf
Der Schreckenkopf (1316 m ü. NHN) bildet zusammen mit dem Dümpfel einen Doppelgipfel im Mangfallgebirge südlich des Sudelfeldes. 

## Topographie
Das Arzmoos trennt das Wendelsteinmassiv im Westen von einem Gebiet mit vielen Erhebungen mittlerer Höhe im Osten. Dort liegt der Schreckenkopf auf einer Linie in Nordsüdrichtung mit weiteren Bergen vom Großen Mühlberg bis zum Sulzberg. Die Südseite des Schreckenkopfes ist dabei unbewaldet und bietet freie Sichtachsen in fast alle Himmelsrichtungen. Durch die einfache Erreichbarkeit über die Alpenstraße ist der Schreckenkopf auch bei Tourengängern beliebt.

## Galerie

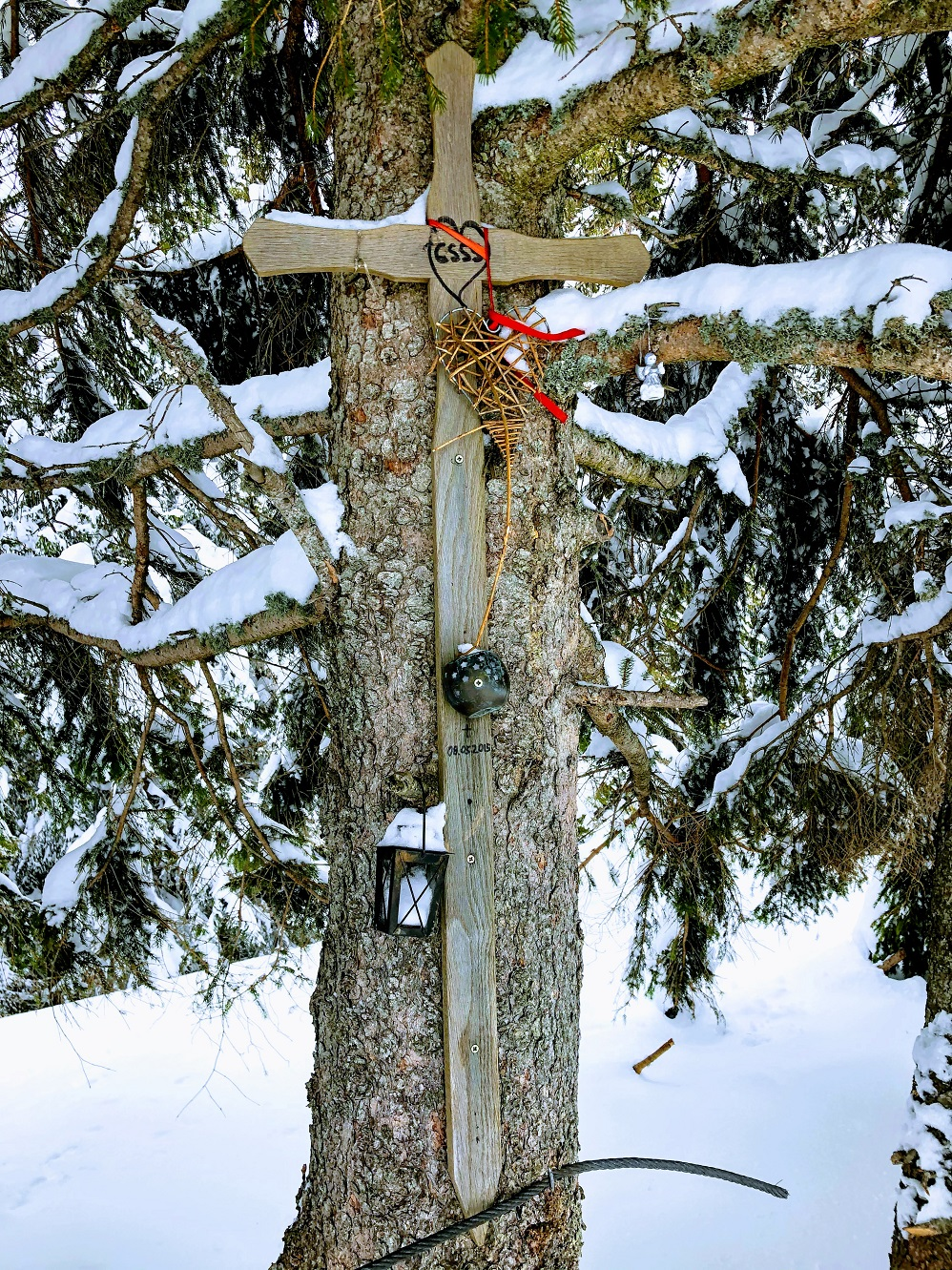
Gipfelkreuz